# Zamek w Kowalewie Pomorskim
Zamek w Kowalewie Pomorskim – zamek znajdujący się w Kowalewie Pomorskim, w powiecie golubsko-dobrzyńskim, w województwie kujawsko-pomorskim. Obecnie w stanie ruiny.
Po raz pierwszy Kowalewo było wzmiankowane w 1222 roku jako „quondam castrum Kovalewo”. Budowę zamku rozpoczęto w okolicy starszego grodu mazowieckiego, który został nadany w 1222 r. przez księcia Konrada I biskupowi misyjnemu Chrystianowi. W 1231 r. biskup Chrystian przekazał drewnianą warownię zakonowi krzyżackiemu Gród ten chronił skutecznie Krzyżaków przed najazdami Litwinów, Bartów i Jaćwingów w latach 1262, 1269–1273. Informacje na temat walk krzyżackiej obsady pierwszej warowni z Bartami podaje Piotr z Dusburga. Istnieje pogląd, że gród ten mógł istnieć nie w miejscu późniejszego zamku, lecz w miejscu mazowieckiego grodu w Żyglądzie (Segenande) lub na grodzisku w Napolu.
Zamek został wybudowany przypuszczalnie w roku 1290 lub 1303 przez Krzyżaków w zachodniej części miasta pomiędzy dwoma jeziorami, dziś już nieistniejącymi, w sąsiedztwie przesmyku, przez który prowadził szlak komunikacyjny. Zamek znajdował się na zachód od kościoła, na wzgórzu, na którym od 1911 r. znajduje się wieża ciśnień. Zamek był siedzibą komturii kowalewskiej, a po raz pierwszy komtur (bruder Rudulphus czu Schoneze kompthur) został wymieniony w 1278 roku. We wrześniu 1330 roku zamek był przez kilka dni bezskutecznie oblegany przez wojska Władysława Łokietka.
W 1410 r. w bitwie pod Grunwaldem poległ komtur kowalewski Nicolaus von Vitz, dlatego też zamek w sierpniu został opanowany przez sprzyjających Polakom rycerzy Mikołaja (I) von Pfeilsdorfa (z Pilewic) i Hansa Polcke (z Pułkowa). Po objęciu zamku przez wojska polskie, król oddał zamek w zarząd podkanclerzemu koronnemu Mikołajowi Trąbie. Po kilkunastu miesiącach Krzyżacy przy wsparciu oddziałów inflanckich Berna von Hevelmanna odzyskali zamek. W 1414 komturstwo zostało spustoszone podczas wojny głodowej. Podczas wojny golubskiej w 1422 r., gdy w okolicy pojawiły się wojska Jagiełły, Krzyżacy sami spalili miasto, natomiast zamek wytrzymał polskie oblężenie rozpoczęte 28 sierpnia. Zamek został zdobyty przez propolski Związek Pruski w lutym 1454 roku, jednak w trakcie walk spłonęło jedno skrzydło zamku. W 1466 r. w wyniku pokoju toruńskiego Kowalewo powróciło do Polski, stając się siedzibą starostwa grodowego i miejscem sądów grodzkich województwa chełmińskiego.
Zamek został uszkodzony w czasie wojny ze Szwecją w latach 1655–1660, tak, że w lustracji z 1664 roku opisano, że jedna z wież zamkowych popada w ruinę. Należał do starostwa kowalewskiego w 1662 roku. W 1670 roku wizytator Strzesz opisał „odznaczający się świetnością” kościół zamkowy, który opisał jako będący w dobrym stanie.
Zamek ostatecznie rozebrany przez władze pruskie około 1830 roku jako budulec na drogę i około 1857 na budowę kościoła ewangelickiego i domu parafialnego. W 1911 roku na dziedzińcu dawnego zamku wysokiego zbudowano wieżę wodociągową.
Nieznany jest wygląd zamku, nie zachowały się źródła ikonograficzne, a funkcjonujący w literaturze szkic Conrada Steinbrechta może być uznany jedynie za jego ogólną wizję i dokładniejsze dane na temat formy zamku ustalono dopiero na podstawie badań archeologicznych zakończonych w 2016 roku. W wyniku badań ustalono, że zespół obronny składał się z zamku właściwego (zamku wysokiego) na planie czworoboku o boku 45 metrów i trzech przedzamczy, otoczonych fosą. Zamek przypuszczalnie nie miał wieży głównej. Gdanisko było usytuowane od północy (zachował się filar). Na południe od zamku właściwego znajdowały się dwa dodatkowe duże przedzamcza otoczone odrębnymi obwodami murów. Warownia otoczona była dodatkowym pierścieniem murów, które stworzyły obszar parchamu – międzymurza.
Zachowały się fragmenty murów przyziemia i filar arkady, po której prowadził drewniany ganek do gdaniska. Na przedzamczu zachowała się mała baszta południowo-wschodnia na rzucie ośmiokąta.

## Badania archeologiczne
- W 2013, 2014, 2015 i 2016 roku wykopaliska archeologiczne na terenie zamku i przedzamcza prowadził zespół z Instytutu Archeologii Uniwersytetu Mikołaja Kopernika w Toruniu.